# Tommy Bolt
Pour les articles homonymes, voir Bolt.
Tommy Bolt (né le 31 mars 1916 à Haworth, Oklahoma - mort le 30 août 2008 à Cherokee Village, Arkansas) était un golfeur professionnel américain. 
Il était réputé pour son caractère colérique et sa tendance à briser les clubs, qui lui valurent les surnoms de « Terrible Tommy » et de « Thunder ». Il compte quinze victoire sur le PGA Tour entre 1951 et 1961, dont l'US Open de golf en 1958, ainsi que trois victoires sur le Champions Tour entre 1969 et 1995.

## Victoires

### PGA Tour  (15)
- 1951 (1) North and South Open
- 1952 (1) Los Angeles Open
- 1953 (2) San Diego Open, Tucson Open
- 1954 (3) Miami Beach International Four-Ball (avec Dick Mayer), Insurance City Open, Rubber City Open
- 1955 (3) Convair-San Diego Open, Tucson Open, St. Paul Open
- 1957 (1) Eastern Open Invitational
- 1958 (2) Colonial National Invitation, U.S. Open
- 1960 (1) Memphis Open Invitational
- 1961 (1) Pensacola Open Invitational

Les tournois majeurs sont en gras.

### Champions Tour (3)
- 1969 PGA Seniors' Championship
- 1980 Liberty Mutual Legends of Golf (avec Art Wall)
- 1995 Liberty Mutual Legends of Golf - Demaret Division (avec Jack Fleck)

## Majeurs

### Victoire (1)
| Année | Tournoi | Score final          | Avance  | Deuxième    |
| ----- | ------- | -------------------- | ------- | ----------- |
| 1958  | US Open | +3 (71-71-69-72=283) | 4 coups | Gary Player |

### Résultats en Majeurs
Tommy Bolt n'a jamais participé à l'Open britannique. Ce dernier n'est pas indiqué.
| Tournoi          | 1950 | 1951 | 1952 | 1953 | 1954 | 1955 | 1956 | 1957 | 1958 | 1959 |
| ---------------- | ---- | ---- | ---- | ---- | ---- | ---- | ---- | ---- | ---- | ---- |
| Masters          | DNP  | DNP  | T3   | T5   | T12  | T22  | T8   | CUT  | T32  | T30  |
| US Open          | CUT  | T29  | T7   | CUT  | T6   | T3   | T22  | WD   | 1    | T38  |
| PGA Championship | DNP  | DNP  | DNP  | R32  | SF   | SF   | R128 | R16  | T5   | T17  |

| Tournoi          | 1960 | 1961 | 1962 | 1963 | 1964 | 1965 | 1966 | 1967 | 1968 | 1969 |
| ---------------- | ---- | ---- | ---- | ---- | ---- | ---- | ---- | ---- | ---- | ---- |
| Masters          | T20  | T4   | CUT  | T37  | CUT  | T8   | T17  | T26  | DNP  | DNP  |
| US Open          | WD   | T22  | CUT  | CUT  | DNP  | DNP  | DNP  | CUT  | DNP  | DNP  |
| PGA Championship | T57  | WD   | T30  | DNP  | WD   | DNP  | DNP  | DNP  | DNP  | CUT  |

| Tournoi          | 1970 | 1971 | 1972 | 1973 | 1974 | 1975 | 1976 | 1977 |
| ---------------- | ---- | ---- | ---- | ---- | ---- | ---- | ---- | ---- |
| Masters          | DNP  | DNP  | CUT  | DNP  | DNP  | DNP  | DNP  | DNP  |
| US Open          | CUT  | DNP  | DNP  | DNP  | DNP  | DNP  | DNP  | CUT  |
| PGA Championship | DNP  | 3    | WD   | DNP  | DNP  | DNP  | DNP  | DNP  |

DNP = N'a pas participé
CUT = A raté le Cut
"T" = Égalité
Le fond vert montre les victoires et le fond jaune un top 10.

### Statistiques
| Tournoi          | Victoires | 2e | 3e | Top-5 | Top-10 | Top-25 | Tournois | Cuts passés |
| ---------------- | --------- | -- | -- | ----- | ------ | ------ | -------- | ----------- |
| Masters          | 0         | 0  | 1  | 3     | 5      | 9      | 17       | 13          |
| US Open          | 1         | 0  | 1  | 2     | 4      | 6      | 17       | 8           |
| Open britannique | 0         | 0  | 0  | 0     | 0      | 0      | 0        | 0           |
| PGA Championship | 0         | 0  | 3  | 4     | 5      | 7      | 14       | 8           |
| Totals           | 1         | 0  | 5  | 9     | 14     | 22     | 48       | 29          |